# Weimarer Kartell
Das Weimarer Kartell war ein 1907 gegründeter Zusammenschluss mehrerer freidenkerischer und freigeistiger Organisationen. Zweck des Weimarer Kartells waren die „freie Entwicklung des geistigen Lebens und Abwehr aller Unterdrückung“, die Trennung von Schule und Kirche und die vollständige Verweltlichung des Staates (Trennung von Staat und Kirche, Laizismus).

## Gründung
Die Verabredung, ein „Kartell“ freidenkerischer und freigeistiger Organisationen zu gründen, war im Jahr 1907 in Weimar getroffen worden. Ein früher Förderer der Idee eines solchen Zusammenschlusses war Ernst Haeckel gewesen, der kurz vorher den Deutschen Monistenbund gegründet hatte.
Nach der Weimarer Konferenz am 14. und 15. Dezember 1907 wurde ein Fünferausschuss zur Vorbereitung der offiziellen Gründung eingesetzt. Diese fand am 8./9. Juni 1909 in Magdeburg statt. Es wurde eine Geschäftsstelle in Berlin eingerichtet. Auf dem Monistenkongress 1911 konstituierte sich das Weimarer Kartell neu und die Geschäftsstelle wurde nach Frankfurt am Main verlegt. Vorsitzender wurde der Frankfurter Fabrikant, Verleger und Dichter Arthur Pfungst.

## Mitgliedsorganisationen
Wichtige Mitgliedsorganisationen des Weimarer Kartells waren unter anderem
- der Deutsche Monistenbund (gegründet 1906),
- der Deutsche Bund für Mutterschutz und Sexualreform (gegründet 1904/05),
- der Deutsche Freidenkerbund (gegründet 1881),
- die Deutsche Gesellschaft für ethische Kultur (gegründet 1892) und
- der Bund für weltliche Schule und Moralunterricht.

Andere Vereinigungen wie der Bund Freireligiöser Gemeinden Deutschlands wurden nicht Mitglied, obwohl sie dem Weimarer Kartell nahestanden und es personelle Verflechtungen gab.